# Kasturba Gandhi
Pour les articles homonymes, voir Gandhi.
Kastürbā Gāndhi (11 avril 1869 – 22 février 1944), affectueusement surnommée Ma (« mère ») par les Indiens, est l'épouse de Mohandas Karamchand Gandhi.

## Biographie
Née à Porbandar (Gujarat), Kasturba est la fille d’un riche homme d’affaires gujarati, Gokuladas Makharji, et est mariée à Mohandas Karamchand Gandhi, lui aussi originaire de Porbandar, alors qu’ils ont tous deux 13 ans. Le mariage arrangé se révèle être heureux et Mohandas soulignera toute sa vie l’importance du soutien de Kasturba et le rôle bénéfique qu’elle a dans son évolution personnelle. Étant illettrée, son époux lui apprend à lire et à écrire, une action hors du commun au vu de la situation des femmes en Inde à cette époque.
Quand Mohandas part étudier trois ans à Londres en 1888, elle reste en Inde pour éduquer leur fils Harilal, né cette année-là. Elle aura trois autres garçons Manilal (né en 1892), Ramdas (né en 1897), et Devdas (né en 1900).
En 1906, Mohandas Gandhi décide de pratiquer le brahmacharya, et le couple n’a plus de relations sexuelles. Bien qu’elle ait toujours soutenu son mari, Kasturba n’accepte pas toujours facilement ses idées et Mohandas doit passer beaucoup de temps à la persuader.[réf. nécessaire]
Kasturba est très religieuse, mais comme son mari elle renonce à toute distinction de caste et vit dans un ashram. Kasturba se joint souvent à Mohandas dans ses actions de désobéissance civile et d’activisme non-violent. De 1904 à 1914, en Afrique du Sud, elle est active dans le Phoenix Settlement à côté de Durban. En 1913, elle est arrêtée lors des manifestations contre les conditions de travail des Indiens dans le régime de l’apartheid et condamnée à trois mois de travaux forcés. En Inde, elle prend parfois la place de son mari lorsqu’il est arrêté.
En 1915, quand Mohandas soutient les cultivateurs d’indigo, Kasturba l’accompagne et enseigne l’hygiène, la discipline, la lecture et l’écriture aux femmes et aux enfants.
Kasturba souffre de bronchite chronique. Le stress des nombreuses arrestations du mouvement Quit India et les dures conditions de vie en ashram la rendent de plus en plus malade. En avril 1942, alors que Mohandas vient d'être à nouveau emprisonné, elle est arrêtée alors qu'elle s'apprête à prendre la parole dans un meeting. En 1944, alors âgée de 74 ans et détenue depuis près de deux ans à Pune avec Mohandas, elle contracte une bronchite aiguë. Elle meurt d’un infarctus et d'une pneumonie, la tête posée sur les genoux de Mohandas, après que ce dernier eut refusé qu’on lui administre des injections de pénicilline le 22 février. Ses cendres reposent à la prison de Yerawada.

### Ouvrages
- India's 50 Most Illustrious Women  (ISBN 81-88086-19-3) par Indra Gupta
- Daughter of Midnight: The Child Bride of Gandhi  (ISBN 1-85782-200-5) par Arun Gandhi